# 乔治·因卡皮耶
乔治·因卡皮耶（George Hincapie，1973年6月29日—），美国前职业公路自行车运动员。因卡皮耶是兰斯·阿姆斯特朗的关键副将，还是阿姆斯特朗在车队里最好的队友，曾助其7夺环法自行车赛总冠军。2012年10月，因卡皮耶承认使用禁药，并作为关键性证人指证阿姆斯特朗。因卡皮耶被禁赛6个月，并被取消了2004年5月31日—2006年7月31日的比赛成绩。

## 生平
乔治·因卡皮耶出生于纽约皇后区，父亲为哥伦比亚移民。他早年就和阿姆斯特朗在美国国家队选拔时相识，1990年代中期两人成为摩托罗拉车队的队友。因卡皮耶在车队中一直给阿姆斯特朗担任副将为其领骑。他帮助阿姆斯特朗于1999年—2005年7夺环法总冠军，是唯一一位7次环法都在阿姆斯特朗身边的队友。阿姆斯特朗用“忠诚”和“主车群中最好的兄弟”来形容因卡皮耶。
2012年6月，因卡皮耶宣布于赛季结束退役。同年10月，他承认使用禁药，并向美國反禁藥組織（USADA）指证阿姆斯特朗，表示知晓阿姆斯特朗在2001年—2005年的每届环法都使用了血液类禁药，他还认为禁药事件是时代的产物，他仍然认同阿姆斯特朗是一名伟大的自行车手。
因卡皮耶在职业生涯中共参加了5届奥运会，创下了美国自行车手奥运参赛次数的记录。他还参加了17届环法自行车赛，并在其中的16届完赛，禁药事件后环法参赛次数减至14届。